# Adiantum confine
Adiantum confine là một loài dương xỉ trong họ Pteridaceae. Loài này được Fée mô tả khoa học đầu tiên năm 1866.